# 奧維特納

恩卡納前商標

奧維納維公司（英語：Ovintiv Inc.）是一家總部位於加拿大卡爾加里的天然氣、石油生產商。它是加拿大最大的天然氣生產商之一，前身為「恩卡納公司」（英語：Encana Corporation）。
2009年11月30日分成兩家公司，負責天然氣生產的仍然維持現名，負責石油的公司改名為Cenovus Energy。

## 外部連結
- 官方网站